# پلاگ این بیبی
«پلاگ این بیبی» تک‌آهنگی از میوز است که در سال ۲۰۰۱ میلادی منتشر شد. این تک‌آهنگ در آلبوم ریشه‌های تقارن قرار داشت. این ترانه در چارت بریتانیا به جایگاه یازدهم رسید و پرفروش‌ترین ترانه میوز شد و تا سال ۲۰۰۳ این جایگاه را حفظ کرد(ترانه زمان رو به اتمام است در ۲۰۰۳ به رتبه ۸ رسید).